# Bishnoi
Bishnoi (també coneguda com a Vishnoi) és una secta religiosa hindú que es troba al desert del Thar occidental i als estats del nord de l'Índia. Segueixen un conjunt de 29 principis / manaments donats per Guru Jambheshwar (1451-1536). No són una casta sinó una secta. Al 2010, s'estima que 600.000 seguidors de la secta Vishnoi resideixen al nord i al centre de l'Índia. Jambheshwar va fundar la secta a Samrathal Dhora el 1485 i els seus ensenyaments, que inclouen 120 shabads, són coneguts com a Shabadwani. Va predicar durant els següents 51 anys, viatjant per Hindustan.

## Etimologia
Jambheshwar va donar als seus seguidors 29 preceptes, bis significa 20 en el dialecte local i noi significa nou en el dialecte local, que es va convertir en el nom "Bis + Noi" per a la secta.

## Història
La secta Bishnoi va ser fundada pel Guru Jambheshwar (1451-1536), també coneguda com a Jambhaji. Alguns escriptors han utilitzat el terme Vishnoi, que significa seguidors de Vishnu, però els membres de la secta es refereixen a si mateixos com a Bishnoi. El mateix Jambheshwar no es referia a Bishnoi, però sí que esmenta Vishnu. Els adeptes també es coneixen com a Prahladapanthi per la seva devoció a Prahlada, una altra deïtat hindú.
Jambheshwar va anunciar un conjunt de 29 avantatges. Aquests es trobaven en un document anomenat Shabadwani, escrit en l'escriptura de Nagri, que consta de 120 shabads. Dels seus 29 criteris bàsics, deu es dirigeixen a la higiene personal i al manteniment d'una bona salut bàsica, set a un comportament social saludable i quatre a l'adoració de Déu. S'han prescrit vuit criteris per preservar la biodiversitat, - tot i que la majoria d'adherits no en són conscients, tampoc de coses com l'escalfament global, com a concepte - i fomentar la bona cria d'animals. Aquests inclouen la prohibició de matar animals i talar arbres verds i proporcionar protecció a totes les formes de vida. La comunitat també està acostumada a veure que la llenya que fan servir no tingui petits insectes abans de cremar-la. Portar roba blava els està prohibit perquè el colorant per obtenir-les s'obté tallant una gran quantitat d'arbusts
El primer ministre Shri Narendra Modi va concedir el crèdit del premi Champion of Earth 2018 a Vishnoi Samaj. I també es va anomenar la tradició de Bishnoiyo de sacrificar-se pel com un esdeveniment únic en la història mundial.

## Llocs de pelegrinatge
Els Bishnoi tenen diversos temples, dels quals consideren el més sant que és al poble de Mukam, al districte de Nokha Tehsil, al districte de Bikaner, al Rajasthan. És aquí on existeix un Santuari de Jambheshwar.

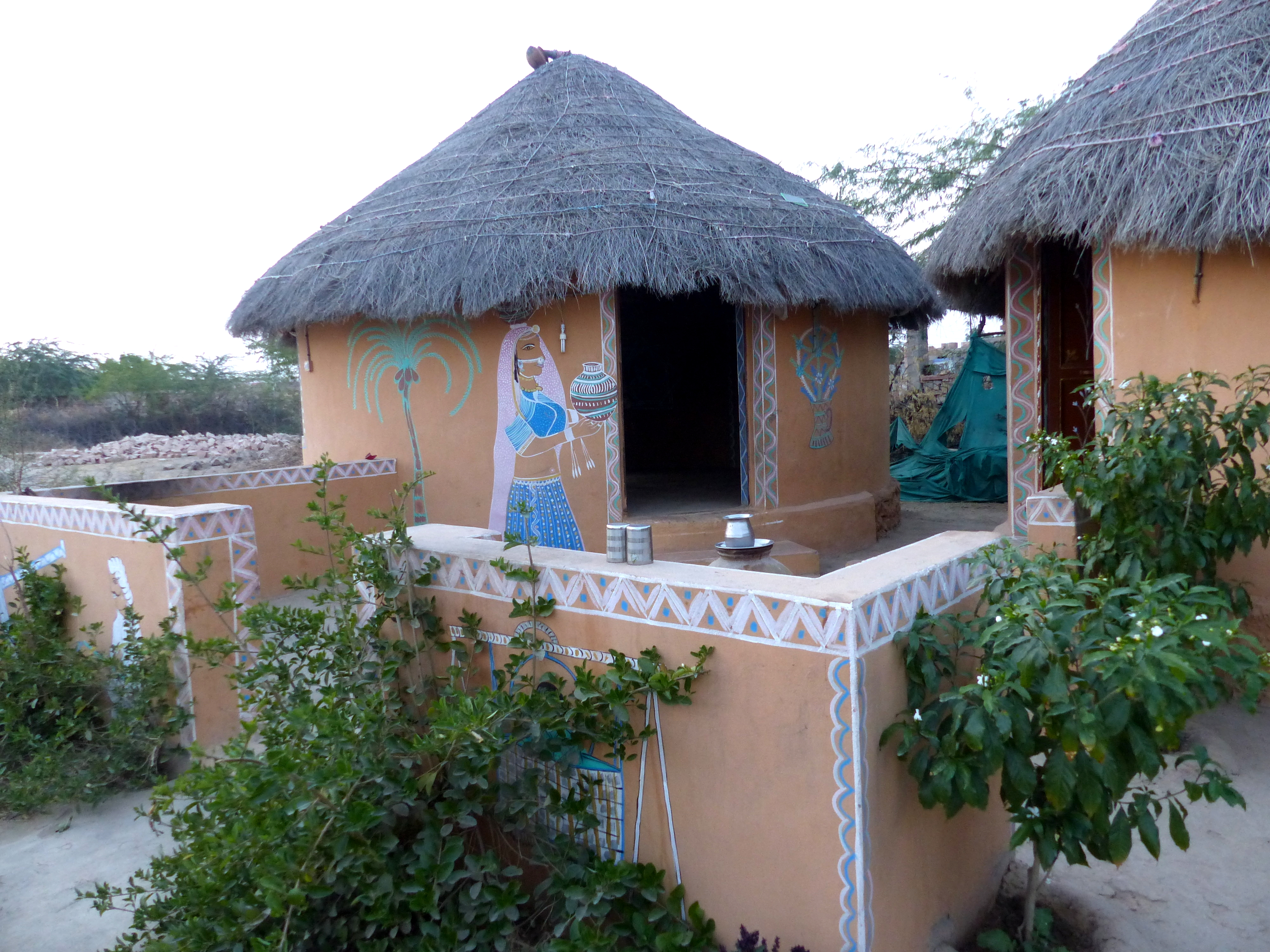
Part d'un llogarret Bishnoi a Jodhpur (Rajastan)